# قانون ژاپن
قانون ژاپن (انگلیسی: Law of Japan) به سیستم حقوقی ژاپن اشاره دارد که اساساً بر اساس قوانین حقوقی است و سوابق نیز نقش مهمی دارند. ژاپن یک نظام حقوق سنتی مدنی با شش کد حقوقی دارد که بسیار تحت تأثیر آلمان و تا حدودی فرانسه و همچنین با شرایط ژاپن تطبیق داده شده‌است. قانون اساسی ژاپن تصویب شده پس از جنگ جهانی دوم قانون عالی ژاپن است. یک قوه قضائیه مستقل این اختیار را دارد که قوانین و قوانین دولت را از نظر قانون اساسی بررسی کند.